# Элеонора Прусская
Элеонора Прусская (нем. Eleonore von Preußen; 21 августа 1583, Кёнигсберг — 9 апреля 1607, Кёльн) — принцесса Прусская, в замужестве курфюрстина Бранденбурга.

## Биография
Элеонора — четвёртая дочь герцога Пруссии Альбрехта Фридриха и его супруги Марии Элеоноры Юлих-Клеве-Бергской, дочери герцога Вильгельма Богатого. Принцесса выросла вместе со своими сёстрами в Кёнигсбергском замке.
2 ноября 1603 года в Берлине Элеонора вышла замуж за курфюрста Бранденбурга Иоахима Фридриха, став его второй супругой. Брак был заключён по политическим мотивам с целью усиления влияния в Пруссии: во-первых, Иоахим Фридрих надеялся благодаря этому браку усилить своё влияние в Пруссии, где он правил от имени душевнобольного отца Элеоноры, во-вторых, он надеялся получить наследство от матери Элеоноры. Гофмейстером Элеоноры был назначен Иоганн фон Лёбен.
Курфюрстина умерла в возрасте 23 лет вскоре после рождения её единственного ребёнка Марии Элеоноры. 26 апреля 1607 года тело Элеоноры было погребено в крипте Гогенцоллернов в Берлинском соборе.

## Потомки
У Элеоноры родилась единственная дочь — Мария Элеонора Бранденбургская (1 апреля 1607 — 18 февраля 1675), замужем за пфальцграфом Людвигом Филиппом Зиммернским (1602—1655)